# Can Coma (Hostalric)
Can Coma és una casa entre mitgeres del nucli urbà d'Hostalric (Selva), al carrer Ravalet. És una obra inclosa en l'Inventari del Patrimoni Arquitectònic de Catalunya.

## Descripció
L'edifici, de planta baixa i pis, està cobert per un terrat en el qual hi ha una petita construcció utilitzada com a golfes amb una teulada a doble vessant d'uralita, desaiguada al terrat i a la façana posterior. Originàriament, fins a l'any 1980 aproximadament, l'habitatge número 21 amb el que comparteix una paret mitjanera, també formava part de Can Coma. Ara és un habitatge independent. Cal destacar, però, que part de les dovelles del costat esquerre de la porta d'entrada de Can Coma, formen part del que ara és aquest habitatge independent, la casa número 21. El canvi de color de façana permet apreciar el límit de cada una de les cases.
A la façana principal, a la planta baixa, trobem la porta d'accés a l'habitatge, en arc de mig punt format per grans dovelles de granit. Els brancals estan formats per carreus també de pedra granítica disposats horitzontalment i verticalment de manera alternada. Una porta feta amb treball de forja tanca l'accés a l'habitatge. Al costat dret de la porta, una finestra en arc de llinda, amb la llinda, els brancals i l'ampit fets de pedra granítica. Una reixa de ferro forjat tanca aquesta obertura. Originàriament, com han explicat els propietaris, abans de la reforma el 1980 (aproximadament), la finestra es trobava al pis, on ara hi ha un gran finestral que es va obrir de nou durant la reforma.
Al pis, un finestral amb brancals, llinda i ampit de pedra. Sobre el finestral, un guardapols amb el ràfec d'una filera de rajols de punta de diamant, sota el qual hi ha un element a manera de cornisa. Com a teulada, un terrat amb una barana d'obra, i una petita construcció utilitzada com a golfes. Tota la façana està arrebossada i pintada de color cru.

## Història
El carrer del Ravalet designa un dels dos carrers que es trobaven fora del recinte emmurallat. A finals del segle xviii, els frares mínims del convent de Sant Francesc de Paula es van vendre les hortes on ara hi ha el carrer. A l'escriptura del 2 d'octubre del 1787 ja apareix el nom "Arrevalet". Can Coma s'hauria construït en aquest moment.
Durant la Guerra del Francès (1808-1814) Hostalric va tenir un important paper donant suport a l'entrada de queviures a la Girona assetjada i destorbant el pas a les tropes enemigues gràcies a la seva situació estratègica en una zona de pas. Per això als francesos els convenia prendre la vila. El primer atac va arribar el 7 de novembre del 1809 i només trobaren resistència a la Torre dels Frares i a l'església on un grup de gent s'hi havia fet fort. Molts habitants van haver de fugir, ja que els francesos van cremar el poble. D'altres es van poder refugiar al castell. Aquest estigué assetjat des del 13 de gener fins al mes de maig del 1810.
Can Coma potser escapà de la crema o si no, com a mínim conservà la portalada adovellada i la finestra de la planta baixa (originàriament situada al primer pis).